# Campeonato de Escocia de Rugby 1998-99
El Campeonato de Escocia de Rugby (Premiership One) de 1998-99 fue la vigésimo sexta edición del principal torneo de rugby de Escocia.

## Sistema de disputa
El torneo se disputó en formato de todos contra todos en la que cada equipo enfrentó a cada uno de sus rivales.
El equipo que al finalizar el torneo obtuviera mayor cantidad de puntos, se coronó como campeón del torneo, mientras que los últimos dos descendieron a segunda división.

## Clasificación
| Pos. | Equipo              | Encuentros | Encuentros | Encuentros | Encuentros | Tantos | Tantos | Tantos | Puntos |
| Pos. | Equipo              | PJ         | PG         | PE         | PP         | F      | C      | Dif    | Puntos |
| ---- | ------------------- | ---------- | ---------- | ---------- | ---------- | ------ | ------ | ------ | ------ |
| 1.º  | Heriot's FP         | 18         | 14         | 0          | 4          | 620    | 322    | +298   | 69     |
| 2.º  | Melrose RFC         | 18         | 13         | 0          | 5          | 491    | 300    | +191   | 63     |
| 3.º  | Glasgow Hawks       | 18         | 13         | 1          | 4          | 437    | 273    | +164   | 61     |
| 4.º  | Currie Chieftains   | 18         | 12         | 0          | 6          | 434    | 343    | +91    | 56     |
| 5.º  | Hawick RFC          | 18         | 9          | 0          | 9          | 338    | 460    | -122   | 41     |
| 6.º  | Watsonians          | 18         | 7          | 2          | 9          | 396    | 428    | -32    | 38     |
| 7.º  | Jed-Forest RFC      | 18         | 7          | 2          | 9          | 356    | 449    | -93    | 35     |
| 8.º  | West of Scotland    | 18         | 6          | 0          | 12         | 355    | 418    | -63    | 34     |
| 9.º  | Boroughmuir RFC     | 18         | 6          | 0          | 12         | 382    | 454    | -72    | 34     |
| 10.º | Stirling County RFC | 18         | 0          | 1          | 17         | 300    | 662    | -362   | 8      |

|  | Campeón.    |
|  | Descendido. |

| Bandera de Escocia  |
| Campeón Heriot's FP |
| Segundo título      |